# Тапирообразные
Тапирообразные (лат. Tapiroidea) — надсемейство млекопитающих из отряда непарнокопытных. Включает ряд вымерших и одно современное семейство.

## Классификация
- † Семейство Лофиалетиевые[источник не указан 1179 дней] (Lophialetidae)
  - † Бревиодоны[источник не указан 1179 дней] (Breviodon)
  - † Эолетесы[источник не указан 1179 дней] (Eoletes)
  - † Лофиалетесы[источник не указан 1179 дней] (Lophialetes)
  - † Парабревиодоны[источник не указан 1179 дней] (Parabreviodon)
  - † Патэкопсы[источник не указан 1179 дней] (Pataecops)
  - † Шльоссерии[источник не указан 1179 дней] (Schlosseria)
  - † Чонгджьянолетесы[источник не указан 1179 дней] (Zhongjianoletes)
- † Семейство Гептодонтиевые[источник не указан 1179 дней] (Heptodontidae)
  - † Гептодоны[источник не указан 1179 дней] (Heptodon)
- † Семейство Деперетеллиевые[источник не указан 1179 дней] (Deperetellidae)
  - † Багинолофы[источник не указан 1179 дней] (Bahinolophus)
  - † Деперетеллы (Deperetella)
  - † Irdinolophus
- † Семейство Гелялетиевые[источник не указан 1179 дней] (Helaletidae)
  - † Джагирилофы[источник не указан 1179 дней] (Jhagirilophus)

  - † Подсемейство Гелалетины[источник не указан 1179 дней] (Helaletinae)
    - † Гелалетесы[источник не указан 1179 дней] (Helaletes)
- † Семейство Изектолофиевые[источник не указан 1179 дней] (Isectolophidae)
  - † Карагалаксы[источник не указан 1179 дней] (Karagalax)
  - † Паралофиодоны[источник не указан 1179 дней] (Paralophiodon)
  - † Састрилофы[источник не указан 1179 дней] (Sastrilophus)
  - † Системодоны[источник не указан 1179 дней] (Systemodon)

  - † Подсемейство Изектолофины[источник не указан 1179 дней] (Isectolophinae)
    - † Изектолофы[источник не указан 1179 дней](Isectolophus)

  - † Подсемейство Гомогалаксины[источник не указан 1179 дней] (Homogalaxinae)
    - † Гомогалаксы[источник не указан 1179 дней] (Homogalax)
- Семейство Тапировые (Tapiridae)
  - † Colodon
  - † Dilophodon
  - † Heteraletes
  - † Miotapirus
  - † Nexuotapirus
  - † Palaeotapirus
  - † Paratapirus
  - † Plesiocolopirus
  - † Plesiotapirus
  - † Protapirus
  - † Selenolophodon
  - † Tapiravus
  - † Tapirella
  - Tapirus — Тапиры
  - † Teleolophus

## Галерея

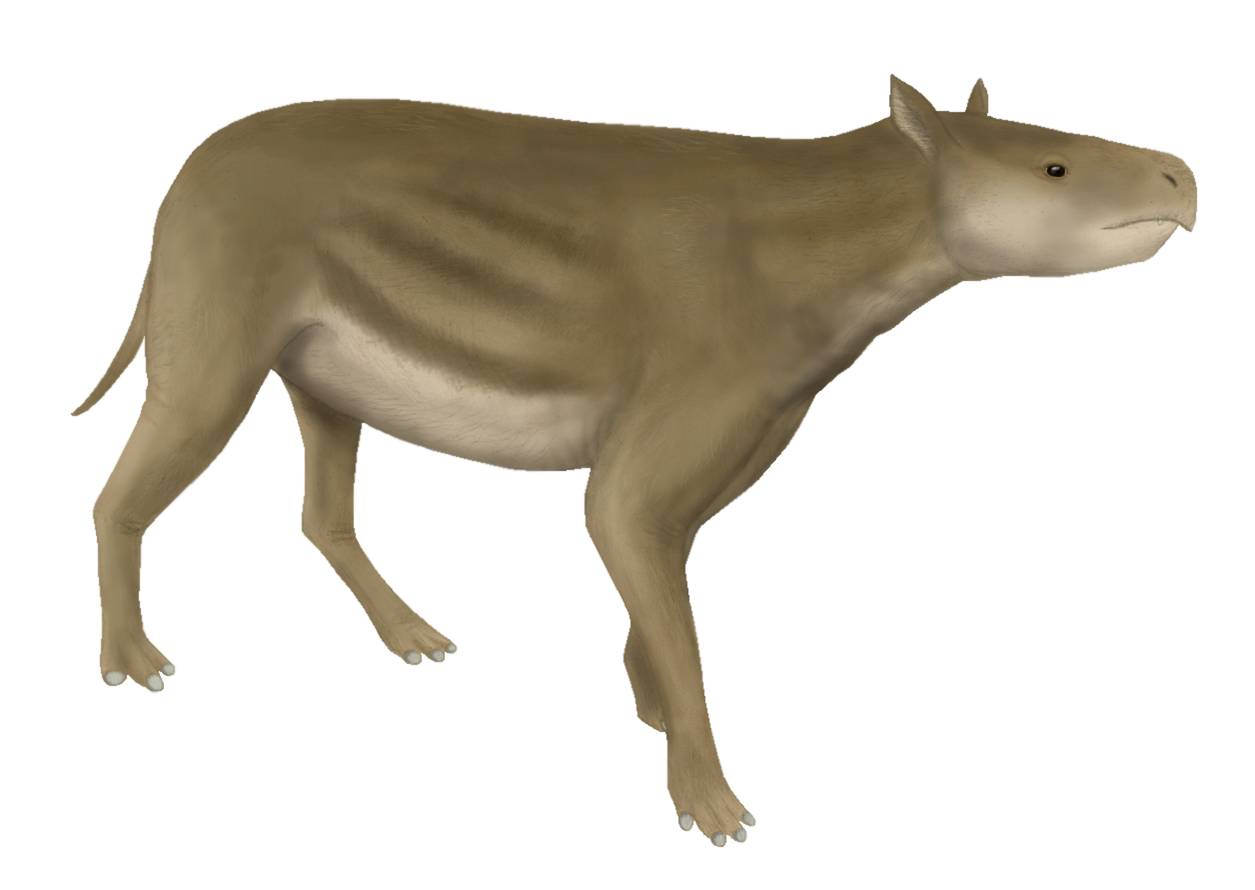
Гептодон (реконструкция)
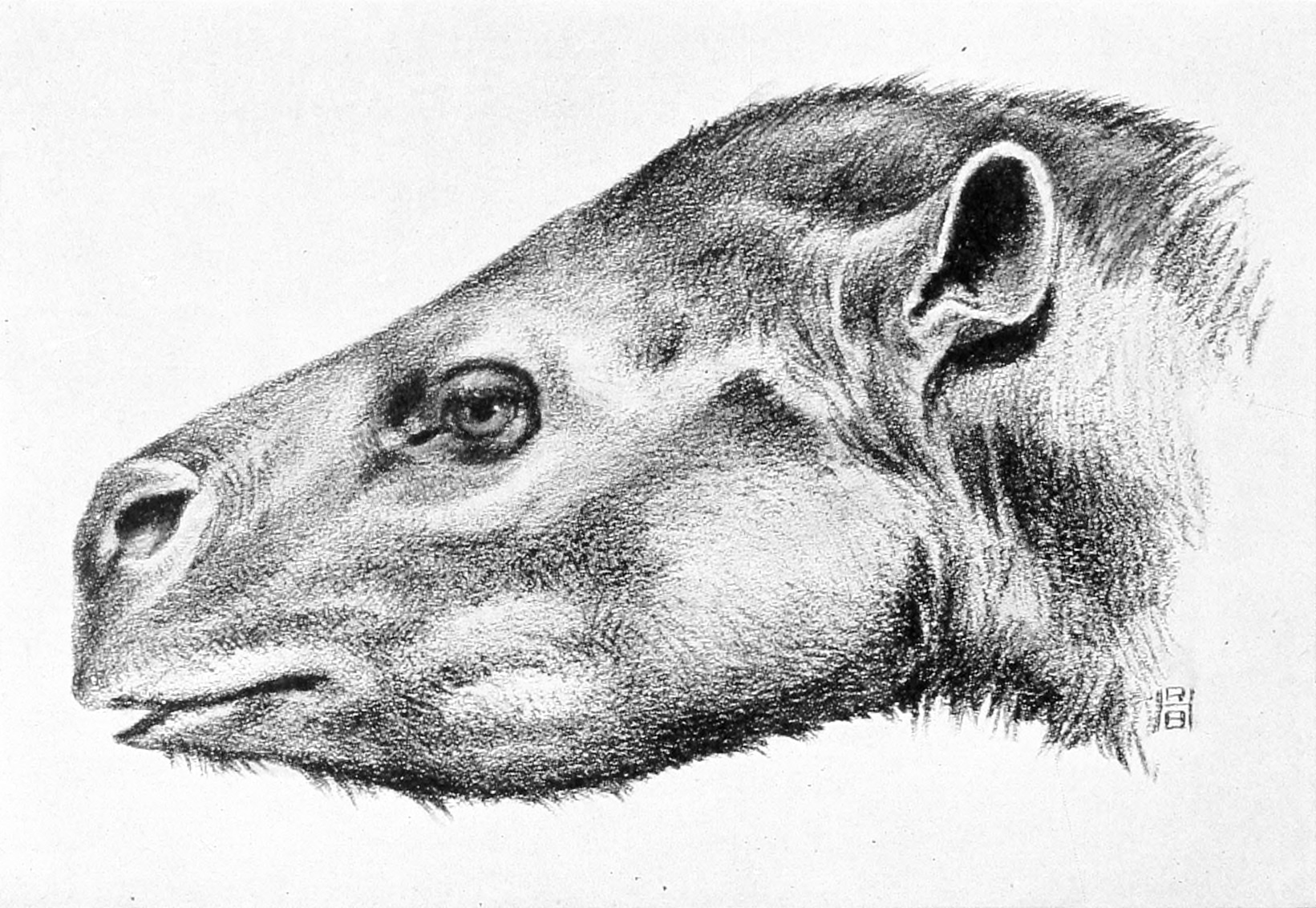
Голова Protapirus (реконструкция)